# Спицино (Кічменгсько-Городецький район)
Спи́цино (рос. Спицыно) — присілок у складі Кічменгсько-Городецького району Вологодської області, Росія. Входить до складу Кічмензького сільського поселення.

## Населення
Населення — 86 осіб (2010; 115 у 2002).
Національний склад (станом на 2002 рік):
- росіяни — 100 %